# Heitersheim
Heitersheim est une ville de Bade-Wurtemberg (Allemagne), située dans l'arrondissement de Brisgau-Haute-Forêt-Noire, dans le district de Fribourg-en-Brisgau.

## Géographie
Heitersheim se situe dans le fossé rhénan, à la limite du Brisgau, au nord, et du Markgräflerland, au sud.

## Quartiers
La ville de Heitersheim est constituée des deux quartiers Heitersheim et Gallenweiler qui correspondent aux communes qui ont été fusionnées lors de la réforme communale dans les années 1970.

## Lieux et monuments

### Villa Urbana

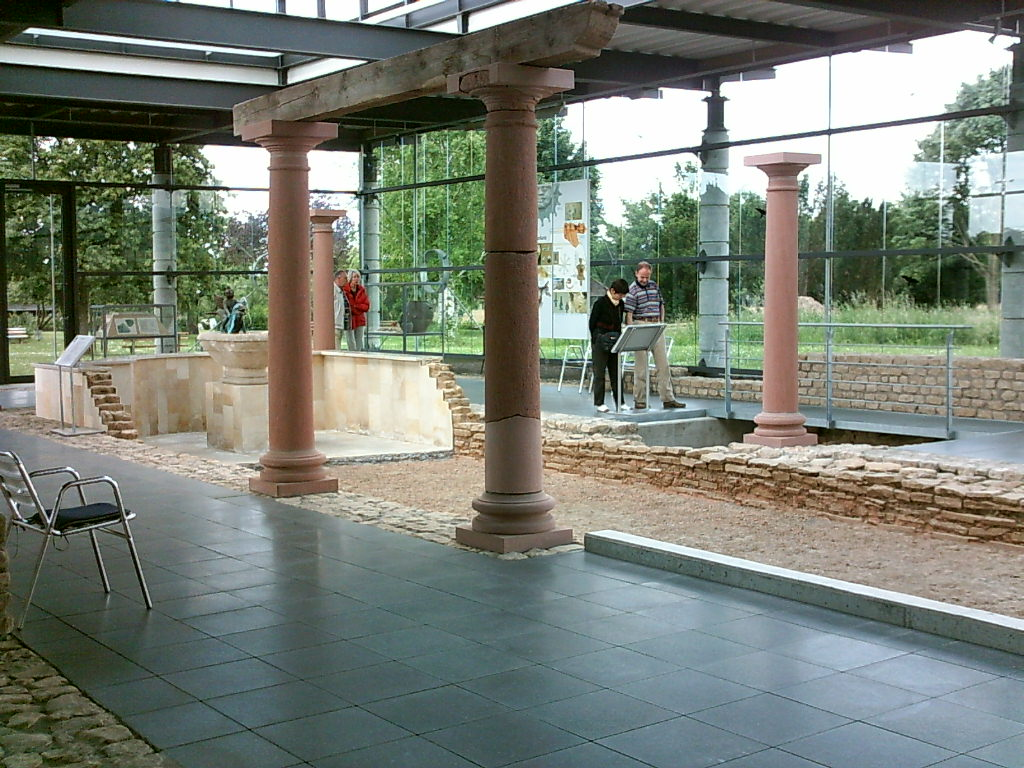
Musée avec les restes de la villa romaine d'Heitersheim

Le musée romain (Römermuseum) d'Heitersheim présente les vestiges de l'unique villa urbana connue située sur la rive droite du Rhin. Cette villa a été construite au Ier siècle par un riche propriétaire foncier romain le long de la voie romaine menant à Sulzburg et a été occupée jusque vers 260.

### Les Hospitaliers
L'origine de ce château remonte à 1272 lorsque Gottfried von Staufen fit don de sa propriété à l'ordre de Saint-Jean de Jérusalem. Il fut agrandi entre 1512 et 1542 par le prieur Johann von Hattstein.

## Jumelage
- Vandans (Autriche) depuis 1991